# Statistiques (mathématiques élémentaires)
Pour les articles homonymes, voir Statistique (homonymie).
En mathématiques élémentaires (premier et second cycle de l'enseignement), l'étude des statistiques est essentiellement descriptive. Elle s'attache à travailler sur une enquête statistique et à développer des outils permettant de résumer et interpréter les résultats obtenus.

## Vocabulaire
Une enquête statistique  consiste à observer une certaine population (élèves d’une classe, personnes âgées de 20 à 60 ans dans une région donnée, familles dans une région donnée, exploitations agricoles, appartements, travailleurs…) et à déterminer la répartition d’un certain caractère statistique (note obtenue, taille, nombre d’enfants, superficie, nombre de pièces, secteur d’activité…) dans cette population.
Lorsque le caractère statistique prend un nombre fini raisonnable de valeurs (note, nombre d’enfants, nombre de pièces, secteur d’activité…), le caractère statistique est discret.
Lorsque le caractère statistique peut prendre des valeurs trop nombreuses pour être détaillées (taille, superficie, salaire…) le caractère statistique est considéré comme continu.
Lorsque le caractère statistique est un nombre (taille, note, nombre d’enfants…) on parle de caractère quantitatif, quand ce caractère n’est pas chiffré (langue parlée, secteur d’activité, couleur...) on parle de caractère qualitatif (soit nominal, soit ordinal).

## Outils
Pour résumer ou interpréter les résultats d'un enquête statistique, la statistique développe un certain nombre d’outils détaillés dans les articles suivants:
- Statistiques élémentaires discrètes
- Statistiques élémentaires continues
- Série statistique à deux variables
- Critères de position
- Critères de dispersion
- Diagramme en bâtons, diagramme en barres, diagramme circulaire, histogramme, boîte à moustaches.

## Ouvertures
La liste de ces articles montre qu'en mathématiques élémentaires, les statistiques sont principalement descriptives. Or la tentation est grande de partir des informations obtenues dans un échantillon pour en tirer une généralité sur la population tout entière. Passer du particulier au général est normalement une démarche interdite, si elle est faite sans précaution. En ce qui concerne les statistiques, cette démarche est un objectif.
On aborde alors la deuxième partie des statistiques : la statistique inférentielle ou théorie des sondages. Cette science permet de déterminer quelles sont les précautions à prendre pour passer du particulier au général (taille et représentativité de l'échantillon, problème de biais), quels sont les risques d'erreur que l'on peut commettre; elle est alors très liée et presque confondue avec la science des probabilités.